# Marvel Zombies (miniserie)
Marvel Zombies es una próxima miniserie de televisión animada estadounidense creada por Zeb Wells para el servicio de streaming, Disney+, basada en la serie de Marvel Comics del mismo nombre. Está destinada a ser una de las series de televisión en el Universo cinematográfico de Marvel, producida por Marvel Studios Animation, y explora una línea de tiempo alternativa en el multiverso introducido en el episodio de What If...?, «What If... Zombies?!» (2021) en el que un grupo de supervivientes debe luchar contra antiguos héroes y villanos que ahora son zombis. Wells actúa como guionista principal y Bryan Andrews dirige.
Iman Vellani le da voz a Kamala Khan / Ms. Marvel, repitiendo el papel de medios anteriores del MCU.
Marvel Zombies está programado para debutar en Disney+ el 24 de septiembre de 2025 y constará de cuatro episodios.

## Premisa
Continuando con los eventos del episodio de What If...?, «What If... Zombies?!», un grupo de supervivientes debe luchar contra antiguos héroes y villanos que ahora son zombis.

## Reparto
- Iman Vellani como Kamala Khan / Ms. Marvel: Una humana adolescente-mutante de Jersey City que lleva un brazalete mágico que desbloqueó su capacidad de aprovechar la energía cósmica y crear construcciones de luz sólida. Vellani señaló que Khan era fundamental para la serie, y los creadores describieron su papel como "el Frodo de la historia".[2]
- Awkwafina como Katy
- Elizabeth Olsen como Wanda Maximoff / Bruja Escarlata

Además, Hudson Thames repite su papel como Peter Parker / Spider-Man de los medios anteriores de MCU. Las versiones alternativas de personajes del MCU confirmados para aparecer en la serie incluyen a Yelena Belova / Black Widow, Kate Bishop, Alexei Shostakov / Guardián Rojo, Jimmy Woo, Death-Dealer, Xu Shang-Chi,y Xu Wenwu. Los zombies en la serie incluyen a Clint Barton / Hawkeye, Steve Rogers / Capitán América, Emil Blonsky / Abominación, Ava Starr / Ghost, Carol Danvers / Capitana Marvel, Ikaris y Okoye.

## Episodios
| N.º | Título | Dirigido por  | Escrito por                                                  | Fecha de lanzamiento original |
| --- | ------ | ------------- | ------------------------------------------------------------ | ----------------------------- |
| 1   | —      | Bryan Andrews | Historia por: Zeb Wells Guion por: Bryan Andrews y Zeb Wells | 24 de septiembre de 2025      |
| 2   | —      | Bryan Andrews | Historia por: Zeb Wells Guion por: Bryan Andrews y Zeb Wells | 24 de septiembre de 2025      |
| 3   | —      | Bryan Andrews | Historia por: Zeb Wells Guion por: Bryan Andrews y Zeb Wells | 24 de septiembre de 2025      |
| 4   | —      | Bryan Andrews | Historia por: Zeb Wells Guion por: Bryan Andrews y Zeb Wells | 24 de septiembre de 2025      |

## Producción

### Desarrollo
Para junio de 2021, Marvel Studios Animation estaba desarrollando una lista de al menos tres series más además de su serie de Disney+, What If...?. El mes siguiente, se dijeron estas cosas estaban en varias etapas de desarrollo y no se esperaba que debutaran hasta al menos 2023. Se anunció una serie animada Marvel Zombies durante el evento Disney+ Day en noviembre de 2021, basado en la serie Marvel Comics del mismo nombre. Bryan Andrews regresó como director de What If...? y Zeb Wells fue designado como guionista principal y productor ejecutivo. Wells anteriormente se desempeñó como escritor de la serie del Universo cinematográfico de Marvel (MCU), She-Hulk: Attorney at Law (2022) y la película The Marvels (2023). La serie es una continuación de la línea de tiempo alternativa infestada de zombis que se introdujo en el episodip de What If...?, «What If... Zombies?!», explorando más de la mitología establecida en el episodio; Marvel Studios comenzó el desarrollo del spin-off después de una respuesta positiva de los fanáticos a ese episodio y su final de suspenso. La compañía reveló en julio de 2022 que Marvel Zombies sería su primera serie animada clasificada TV-MA para que pueda presentar toda la "sangre y salpicaduras que deseas de un programa de zombis". La serie consta de cuatro episodios. Brad Winderbaum de Marvel Studios también se desempeña como productor ejecutivo. Durante el panel de Marvel Studios Animation en la Convención Internacional de Cómics de San Diego de 2022, se presentaron Marvel Zombies y los otros proyectos discutidos como parte del «Marvel Animated Multiverse», en español: Multiverso animado de Marvel.

### Guion
Andrews explicó que aunque muchas de las muertes de la serie son "duras", había humor y ligereza mezclados con la acción, el drama y la emoción.

### Casting y grabación de voz
En julio de 2022, se confirmó que la serie presentaría versiones alternativas de personajes del MCU, incluidas Yelena Belova / Black Widow, Katy, Kate Bishop, Alexei Shostakov / Red Guardian, Jimmy Woo, Death Dealer, Shang-Chi, y Kamala Khan / Ms. Marvel (Iman Vellani). Los zombis de la serie incluyen a Clint Barton / Hawkeye, Steve Rogers / Capitán América, Emil Blonsky / Abominación, Ava Starr / Ghost, Wanda Maximoff / Bruja Escarlata, Carol Danvers / Captain Marvel, Ikaris y Okoye. En noviembre de 2023, Vellani confirmó que había completado su trabajo de voz para la serie.

## Márketing
La serie se discutió durante el panel de Marvel Studios Animation en la Comic-Con de San Diego de 2022, cuando se reveló el arte de los personajes.

## Estreno
Marvel Zombies está programada para debutar en Disney+, y constará de cuatro episodios. En enero de 2024, Andrews declaró que no estaba seguro de cuándo la serie se estrenaría, revelando que el estreno cambiaba continuamente, y actualmente no tiene fecha. Anteriormente se esperaba su estreno en 2024.